# 阿内塔 (北达科他州)
阿内塔（英語：Aneta），是美国北达科他州下属的一座城市。根据2010年美国人口普查，该市有人口222人。2011年估计该市有人口218人，相对于2010年，增长率为?1.80%。